# Oberea senegalensis
Oberea senegalensis är en skalbaggsart som beskrevs av Stefan von Breuning 1962. Oberea senegalensis ingår i släktet Oberea och familjen långhorningar.
Artens utbredningsområde är Senegal. Inga underarter finns listade i Catalogue of Life.